# Pinarejos
Pinarejos er en by og kommune i det centrale Spanien i provinsen Segovia. Den har et indbyggertal på 194 (2024) indbyggere.